# Papageienbrücke

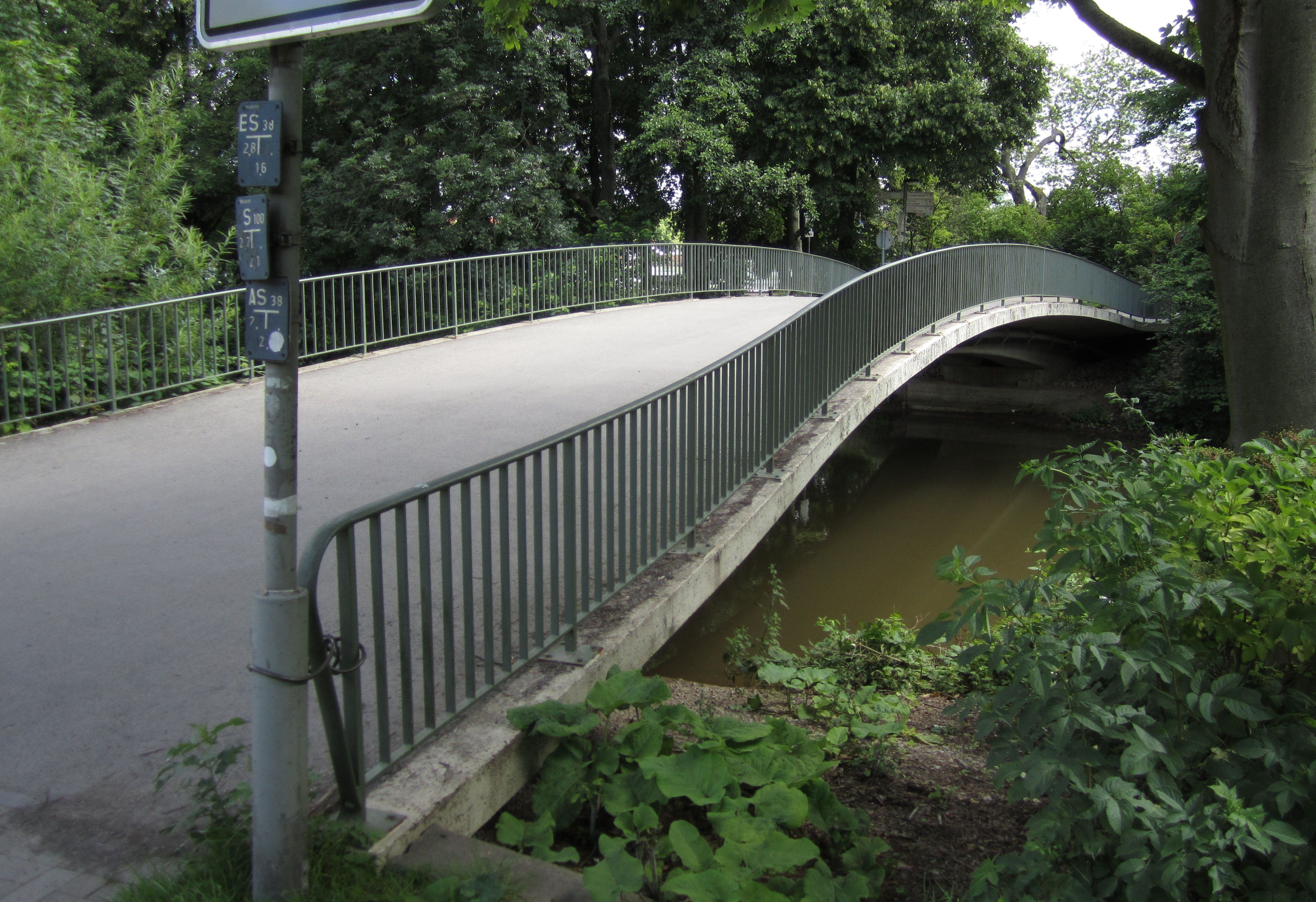
Papageienbrücke

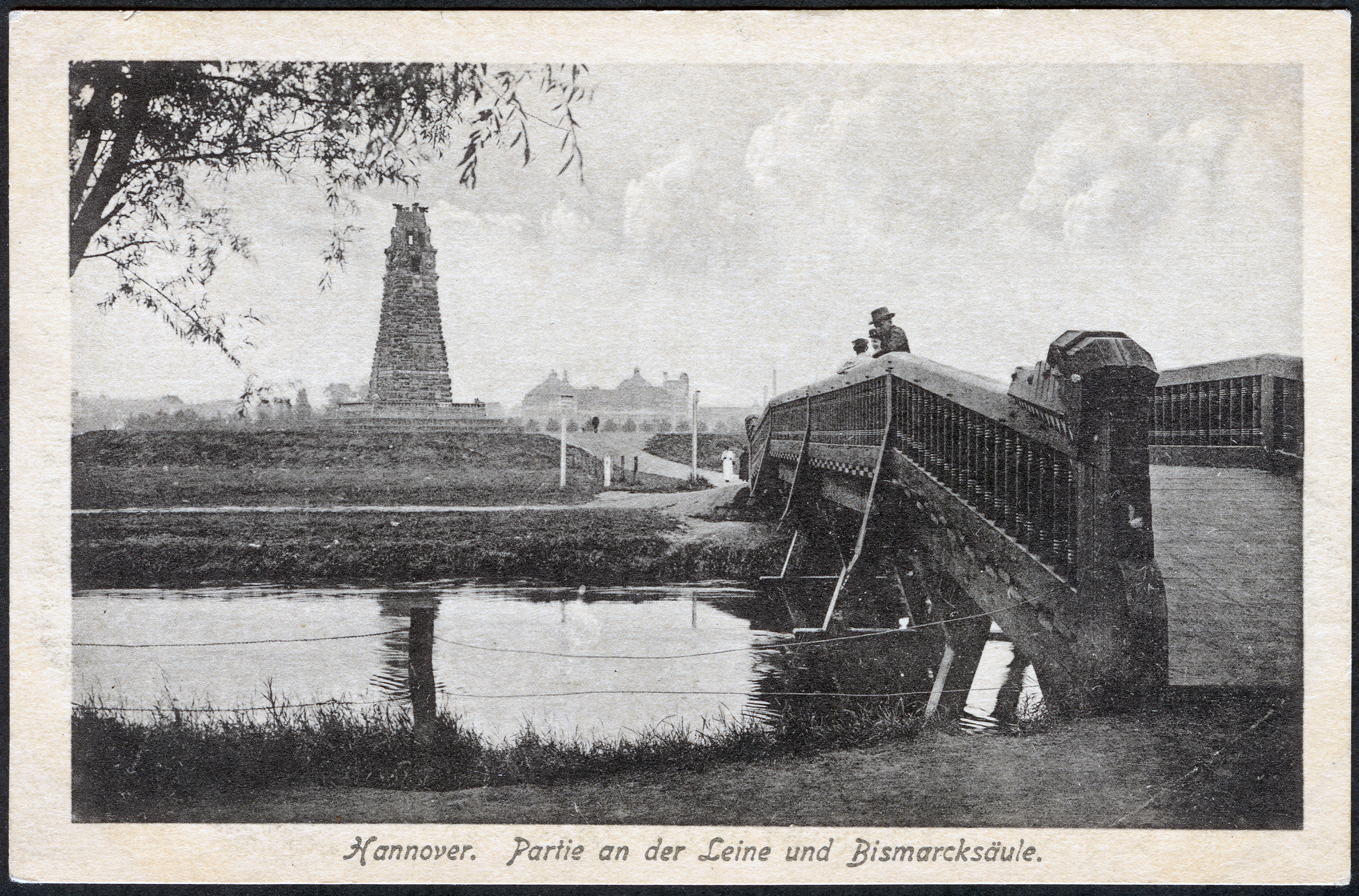
Die Papageienbrücke mit der Bismarcksäule, dem Ort der späteren Bücherverbrennung in Hannover, im Hintergrund die Bismarckschule
Ansichtskarte Nummer 558 von Ernst Walther, um 1912;
aus der Sammlung von Rainer Hoffschildt

Die Papageienbrücke in Hannover ist eine 1990 erneuerte Spannbeton-Brücke. Sie führt vom Ende der Seufzerallee über die Leine zum Maschsee.

## Geschichte
Die Brücke wurde erstmals 1910 als „Elisabethbrücke“ in Holzkonstruktion gebaut und schuf anfangs eine Verbindung zwischen dem Schnellen Graben und den Maschwiesen. Im Volksmund wurde die ursprünglich bunt bemalte Holzbrücke jedoch scherzhaft als „Papageienbrücke“ bezeichnet. Bei der Neuerrichtung der Brücke 1953 aus Spannbeton wurde der Name auch offiziell übernommen.
Die Brücke wurde zuletzt 1990 erneuert.